# Riet (Neftenbach)
Riet är en ort i kommunen Neftenbach i kantonen Zürich i Schweiz. Den ligger cirka 5 kilometer nordväst om Winterthur. Orten har 274 invånare (2022).